# Wspólnota administracyjna Hörlkofen
Wspólnota administracyjna Hörlkofen – wspólnota administracyjna (niem. Verwaltungsgemeinschaft) w Niemczech, w kraju związkowym Bawaria, w rejencji Górna Bawaria, w regionie Monachium, w powiecie Erding. Siedziba wspólnoty znajduje się w miejscowości Wörth. Przewodniczącym jej jest Rudolf Borgo. Powstała 1 maja 1978 w wyniku reformy administracyjnej.
Wspólnota administracyjna zrzesza dwie gminy wiejskie (Gemeinde): 
- Walpertskirchen, 2 060 mieszkańców, 18,45 km²
- Wörth, 4 439 mieszkańców, 21,05 km²